# Christophe Vicard
 (avril 2014).
Christophe Vicard (né le 27 septembre 1967) est un tireur français spécialisé en Fosse olympique, licencié au BTC Bignac.

## Palmarès

### Championnats du monde
- Vice-champion du monde individuel en 1994 à Fagnano;

### Championnats d'Europe
- 3e des championnats d'Europe par équipes à Istanbul en 1996 et à Kouvola en 1997;

## Jeux Olympiques
- Participation aux Jeux olympiques d'été de 1996 à Atlanta (Géorgie (États-Unis))  (37e), et aux Jeux olympiques d'été de 2000 à Sydney (Australie)  (8e);

## Jeux Méditerranéens
- 6e en 1993 à Agde (compétition mixte).